# Pedret i Marzà
Pedret i Marzà település Spanyolországban, Girona tartományban. Pedret i Marzà Garriguella, Vilajuïga, Pau és Peralada községekkel határos. Lakosainak száma 188 fő (2024).

## Népesség
A település népessége az elmúlt években az alábbi módon változott:
| Lakosok száma | 108  | 158  | 154  | 148  | 142  | 163  | 184  | 180  | 191  | 188  |
|               | 1717 | 1945 | 1965 | 1986 | 2003 | 2008 | 2012 | 2016 | 2020 | 2024 |